# Второе фатимидское вторжение в Египет
Второе фатимидское вторжение в Египет — вооружённый конфликт между исмаилитским Фатимидским халифатом и суннитским Аббасидским халифатом.
После неудачной попытки завоевания Египта в 914—915 годах, возглавленной принцем Мухаммадом аль-Каим Биамриллахом, в землях Фатимидского халифата возник ряд мятежей. Подавив волнения и укрепив свои позиции, они предприняли вторую попытку захвата страны. Экспедицией вновь командовал наследник халифата. Как и в ходе первого вторжения войска исмаилитов без особого труда взяли Александрию. Но, хотя гарнизон Аббасидов в египетской столице, Фустате, был более слабым и склонным к мятежу чем в прошлый раз, аль-Каим Биамриллах не воспользовался возможностью немедленного нападения на город. Вместо этого в 919 году он попытался высадить десант в Египте с моря, но фатимидский флот был полностью уничтожен флотом Аббасидов под командованием Тамала ал-Дулафи, а город защищён подкреплением под руководством Му’ниса ал-Хадима.
Тем не менее, летом 920 года аль-Каим Биамриллах смог как и в годы первого вторжения захватить оазис эль-Файюм и к весне 921 года распространил свой контроль и на большую часть Верхнего Египта. В течение всего периода вторжения Фатимиды и Аббасиды вели «пропагандистскую и дипломатическую битву», в частности первые безуспешно пытались склонить население Египта на свою сторону. Когда флот Тамала отбил Александрию, экспедиция стала обречена на провал, и силы Му’ниса ал-Хадима, выдвинувшись в сторону эль-Файюма, заставили противника покинуть его и бежать через пустыню в Ифрикию в июне/июле 921 года. Лишь в 969 году, после долгой и упорной подготовки, Фатимидам удалось завоевать Египет.

## Предыстория
Династия Фатимидов пришла к власти в Ифрикии в 909 году. За несколько лет до этого события её представители покинули свой дом в Сирии и направились в Магриб. К тому времени их даи достигли значительных успехов в обращении местных берберских племён Кутама в шиитский ислам. Однако их влияние оставалось скрыто как от самих берберов, так и от правящей Ифрикией арабской династии Аглабидов. Лишь когда исмаилитский миссионер Абу Абдаллах аш-Ши’и смог призвать племена к свержению последней, лидер Фатимидов раскрылся и объявил себя халифом и махди с именем Убайдаллах аль-Махди. В отличие от своих предшественников, которые были не против оставаться региональной династией на западных окраинах Аббасидского халифата, Фатимиды придерживались экуменических претензий, заявляя о своём происхождении от Фатимы аз-Захры, дочери исламского пророка Мухаммеда и супруги Али ибн Абу Талиба, четвёртого властителя Праведного халифата, и о претензиях на власть над всей мусульманской общиной. Они одновременно были и лидерами течения шиитов-исмаилитов, последователи которой считали их имамами, наместниками Аллаха на земле.
Для завоевания лидирующей позиции в исламском мире Фатимидам после закрепления в Ифрикии было необходимо завоевать Египет, «ворота в Левант и Ирак», где находилась столица их главных врагов, суннитского Аббасидского халифата. В ходе первого вторжения в 914—915 годах под командованием наследника халифата Мухаммада аль-Каим Биамриллаха им удалось овладеть Киренаикой, Александрией и оазисом эль-Файюм. Однако столица региона, Фустат, осталась под контролем Аббасидов. После прибытия из Сирии и Ирака суннитских подкреплений под командованием Му’ниса ал-Хадима, аль-Каим Биамриллах был вынужден отступить обратно в Ифрикию. Киренаика же была потеряна из-за начавшегося там восстания.

### Возвращение в Киренаику
Несмотря на свою неудачу, Фатимиды не оставили планов по завоеванию Египта. Столица Киренаики Барка пала после 18-месячной осады, и исмаилиты устроили суровую расправу над защитниками города, большая часть из которых, впрочем, успела бежать в Александрию. Вернув территорию провинции под свой контроль, Фатимиды стали планировать второе вторжение. Назначенный вали Египта византийский грек Зука ар-Руми был вынужден значительно усилить гарнизон Фустата.
У Фатимидов в Египте было немало сторонников, поскольку египтяне ещё с начала IX века были массово недовольны правителями из Багдада. Зука был даже вынужден казнить несколько человек за переписку с аль-Каим Биамриллахом и его отцом, халифом Убайдаллахом аль-Махди.

## Вторжение

### Падение Александрии
5 апреля 919 года аль-Каим Биамриллах выступил из резиденции отца в Раккаде, которая в те годы являлась столицей Фатимидского халифата. 9 июля авангард его армии прибыл к Александрии, а в сентябре/октябре того же года до города дошли основные силы под руководством самого наследника. Прибытие экспедиции в июле 919 года застало защитников Александрии врасплох. Вали поселения, сын Зука ар-Руми, ал-Хадим ар-Руми бежал, не пытаясь оказать сопротивления. Город уже подчинялся Фатимидам ранее, и после второго завоевания они рассматривали его как мятежный. За это Александрия подверглась жестокому разграблению, а его население — пыткам и истязаниям.
Ситуация для Зука ар-Руми стала критической. Если в ходе предыдущего вторжения Фатимидов население в значительной степени всё же поддерживало усилия по защите Фустата от исмаилитов и вооружалось для отпора, то теперь по городу распространилась паника. Те, у кого были деньги, бежали в Левант, опасаясь жестокой расправы, подобной той, что фатимидские силы учинили в Александрии. Гарнизон же не желал воевать из-за отсутствия оплаты: многие офицеры со своими солдатами покинули Египет и направились в Палестину.
Как и его предшественник в 914 году, Зука ар-Руми сконцентрировал свои немногочисленные силы в эль-Гизе, где находился понтонный мост через остров Рода, единственный сухопутный путь на Фустат, располагавшийся на противоположном берегу Нила от фатимидской армии. Там вали построил форт и создал укреплённый плацдарм для своих войск. Вскоре после этого сюда прибыл новый финансовый администратор Египта аль-Хусейн аль-Мазараи с достаточным количеством денег для выплаты жалования солдатам. 11 августа Зука ар-Руми скончался, и приемником был избран его предшественник, Такин аль-Хазари. Он прибыл в город лишь к январю 920 года и сразу приказал вырыть второй ров вокруг лагеря.

### Реакция Аббасидов и морская битва при Абу-Кире
В отличие от вторжения 914 года, аль-Каим Биамриллах не предпринял никаких действий, чтобы использовать слабость гарнизона Фустата и штурмовать эль-Гизу, хотя некоторые важные лица в городе, в частности бывший тулунидский визирь Абу Бакр Мухаммад ибн Али аль-Мазараи, вели с ним переписку и сообщали о дезорганизации среди защитников города. Вместо этого он остался в Александрии до конца года, ожидая подкрепление, в частности флота из 80 кораблей под командованием евнуха Сулеймана. Аббасиды также мобилизовали свои расквартированные в Сирии и Палестине силы сразу, как только узнали о новом наступлении противника. В очередной раз верховным главнокомандующим халиф аль-Муктадир Биллах назначил своего придворного евнуха и камергера Му’нис ал-Хадим, который 23 февраля 920 года выдвинулся из Багдада на помощь Египту.
Тем временем базирующийся в Тарсусе флот под командованием Тамала ал-Дулафи получил приказ отплыть в Египет. В распоряжении Аббасидов было 25 кораблей, несущих греческий огонь, захваченный у византийцев. Он прибыл достаточно рано, чтобы успеть помешать 80 кораблям Фатимидов войти в розеттский рукав Нила. 12 марта возле Абу-Кира ал-Дулафи нанёс сокрушительное поражение противнику, суда которого в ходе сражения выбрасывало на берег ветром. Большинство фатимидских экипажей было перебито или взято в плен. Пленных доставили в эль-Макс на Ниле, где Такин аль-Хазари освободил большинство рядовых моряков, а Сулеймана и 117 его офицеров заковал в цепи, раздел и приказал маршировать на Фустат. Берберов Кутама и «чёрных гвардейцев» (Завила) в количестве около 700 человек же бросили в толпу для линчевания.
25 мая 920 года Му’нис ал-Хадим с подкреплением в три тысячи человек прибыл в Фустат и занял позицию в Гизе. Дополнительные отряды он отправил на северо-запад в дельту Нила, которую удерживал Мухаммед ибн Тугдж аль-Ихшид, а также на юг, чтобы предотвратить продвижение противника в Верхний Египет.

### Захват Верхнего Египта Фатимидами и противостояние с ал-Хадимом
Потерпев неудачу на море, аль-Каим Биамриллах решил повторить манёвр вторжения 914 года. 30 июля он покинул Александрию и, минуя эль-Гизу, захватил плодородный оазис эль-Файюм, который мог обеспечить его войска провизией и стать хорошей отправной точкой для дальнейших операций. Как и в 914 году, он взимал налог с населения, считая себя полноправным властителем Египта. В Александрии остался Фатх ибн Талабу с приказом построить многочисленные катапульты чтобы защитить гавань от вторжения с моря. Однако Му’нис ал-Хадим и так не собирался атаковать город, поскольку у него было недостаточно сил для того, чтобы противостоять исмаилитам в открытом бою. Он вновь столкнулся с недостатком финансирования и неспособностью выплатить жалование войскам. Более того, когда весной скончался командующий обороной Верхнего Египта, войска аль-Каим Биамриллаха смогли без особого труда захватить весь регион вплоть до коптского епископства аль-Ушмуния. Это не только увеличило площадь территории, контролируемой Фатимидами и, следовательно, облагаемую налогом и в их пользу, но и позволило лишить аббасидские войска зерна, которое поставлялось из региона.
В течение целого года обе стороны избегали открытого сражения и вели дипломатическую и пропагандистскую борьбу. Му’нис ал-Хадим обещал предоставить охрану, а также договориться с халифом о признании Фатимидов в качестве законных и полностью независимых от халифата правителей Ифрикии, каковыми были их предшественники Аглабиды, если аль-Каим Биамриллах и его отец подчинятся халифу аль-Муктадир Биллаху. Однако аль-Каим Биамриллах отверг это предложение в письме, в котором подтвердил что желает власти над всей мусульманской общиной как законный наследник и потомок Мухаммеда. Сохранился и фрагмент длинной поэмы, которая призывала жителей Фустата пойти по стопам жителей «Запада» и следовать проповеди Фатимидов. Му’нис ал-Хадим отправил в Багдад копию поэмы, где известному мусульманскому учёному Сули было поручено составить ответ. Что именно он написал неизвестно, однако халиф аль-Муктадир Биллах был столь доволен ответом, что повелел выплатить ему десять тысяч динаров.
Аль-Каим Биамриллах поддерживал переписку с аль-Мазараи, который неоднократно докладывал ему о слабости фустатского гарнизона. Однако современные исследователи, например, Хайнц Халм, не исключают возможности того, что он вёл двойную игру, пытаясь отложить вторжение до прибытия войск Аббасидов. В то же время полководец Фатимидов направил обращения в два священных города ислама, Мекку и Медину, призывая их признать претензии Убайдаллаха аль-Махди на власть над исламским миром. Однако эти призывы были проигнорированы.

### Возвращение аббасидской армии в Александрию и эль-Файюм
В конце весны 921 года, после того, как Му’нис ал-Хадим отправил одну из своих группировок в атаку на эль-Файюм, Тамал ал-Дулафи со своим флотом отправился по Нилу в Александрию. В мае/июне того же года он относительно легко деоккупировал город после того, как большая часть гарнизона покинула его без боя, забрав большую часть припасов и вооружения. Тамал ал-Дулафи переправил многих жителей Александрии в Розетту в дельте Нила и направился на помощь Му’нису ал-Хадиму. 28 июня армия и флот Аббасидов в полном составе двинулись в наступление на занятый противников оазис эль-Файюм. Они блокировали единственную его связь с Нилом в эль-Лахуне, отрезав аль-Каим Биамриллаха и его людей в оазисе от остальной части страны. 8 июля, как только аббасидская армия двинулась в наступление на эль-Файюм, аль-Каим Биамриллах приказал армии отходить на запад. Всё тяжёлое вооружение фатимидские войска бросили в оазисе. Аль-Каим Биамриллах и его люди добрались до Барки через пустыню; во время этого трудного перехода многие фатимидские бойцы скончались от голода и жары.

## Последствия
Второй провал оказался для Фатимидов ещё больнее, чем первый. Шиитские историки пытались объяснить его как часть божественного плана во славу направляемой Богом династии. Согласно сохранившемуся в виде отдельных фрагментов труду X века «История имамов и махди», аль-Каим Биамриллах «вернулся из Египта непобеждённым», в то время как придворный историк фатимидской династии аль-Кади ан-Ну’ман писал о том, что Убайдаллах аль-Махди знал, что его сын будет побеждён, однако кампания была необходима, чтобы доказать то, что исмаилиты не остановятся в своём джихаде до тех пор, пока не захватят власть над всей мусульманской общиной.
В последующие годы Фатимиды продолжали свои нападения на Египет из Барки. В 922 и 928 годах они сражались с аббасидской армией в Зат-эль-Химаме примерно в 60 километрах к западу от Александрии. Между этими битвами, в 923 году фатимидский полководец совершил налёт на один из оазисов Большой Песчаной пустыни (по словам Халма, наиболее вероятно, что это была Дахла) и разграбил его. После этого он не стал уходить домой, а оставался на территории суннитского халифата до тех пор, пока вспышка болезни всё же не заставила его отступить.
В 935 году служившие в стране отряды берберов попытались захватить власть, сопротивляясь назначению Мухаммеда аль-Ихшида на должность вали. Фатимиды выслали им на помощь войска. Объединённой армии удалось вновь захватить Александрию, однако Мухаммед аль-Ихшид выслал против мятежников армию, разбил их, а пришедшую на помощь фатимидскую группировку изгнал их в Магриб. Следующий поход состоялся лишь в 969 году. К тому моменту Аббасиды были ослаблены внутренними неурядицами и постоянной борьбой за власть между торговцами, знатью и военными. Отдалённые провинции объявили о независимости, а сами Аббасиды стали вассалами иранских шиитов-Буидов. Режим Фатимидов в то же время стал намного сильнее и богаче. Халифат располагал большой и дисциплинированной армией. Эти обстоятельства, а также то, что в 960-х годах в стране началась эпидемия чумы, разразился голод, обострились отношения с соседним христианским королевством Макурия и подорожало продовольствие, позволили Фатимидам завоевать Египет, не встретив большого сопротивления. Оккупировав регион, они возвели здесь новую столицу, город Каир.

### Комментарии
1. ↑  Арабское название римской провинции Африка, располагавшейся на территории современных Туниса и северо-восточного Алжира[4].
2. ↑  В данном случае под «западом» подразумеваются Киренаика и Ливия, на тот момент уже подчинившиеся власти Фатимидов.